# 257-я стрелковая дивизия (1-го формирования)
257-я стрелковая дивизия — войсковое соединение Вооружённых Сил СССР, принимавшее участие в Великой Отечественной войне.

## История
Дивизия формировалась в Туле с 29 июня по Приказу Ставки Главнокомандования от 29 июня 1941 года за № 00100 «О формировании стрелковых и механизированных дивизий из личного состава войск НКВД».
В действующей армии во время ВОВ с 30 июля 1941 по 16 октября 1941 года.
18 июля 1941 года погружена в эшелоны и направлена в Малоярославец. На 19 июля 1941 года в составе 34-й армии находится в Малоярославце.
К 30 июля 1941 года переброшена в район Демянска, где с 12 августа 1941 года наступает на правом фланге 34-й армии в ходе контрудара Старой Руссой. 15-16 августа 1941 года дивизия в ходе наступления вышла на рубеж реки Холынья у деревни Устье, близ слияния реки с Полистью. C 20 августа 1941 года была окружена в том района, выходит из окружения на восток, неся потери.
В сентябре 1941 года вновь попадает в окружение в районе Демянска, остатки дивизии смогли выйти в район Лычково, по-видимому в этом и предыдущем окружениях потеряв большую часть личного состава.
16 октября 1941 расформирована.

## Состав
- 943-й стрелковый полк
- 948-й стрелковый полк
- 953-й стрелковый полк
- 793-й артиллерийский полк
- 313-й отдельный истребительно-противотанковый дивизион
- 532-й отдельный зенитный артиллерийский дивизион
- 322-й разведбат
- 426-й отдельный сапёрный батальон
- 682-й отдельный батальон связи
- 321-й медико-санитарный батальон
- 299-я отдельная рота химический защиты
- 503-я автотранспортная рота
- 353-я полевая хлебопекарня
- 516-й дивизионный ветеринарный лазарет
- 604-я полевая почтовая станция
- 198-я полевая касса Госбанка

## Подчинение
| Дата            | Фронт (округ)            | Армия      | Корпус | Примечания  |
| --------------- | ------------------------ | ---------- | ------ | ----------- |
| 10.07.1941 года | Московский военный округ | -          | -      | формируется |
| 01.08.1941 года | Резервный фронт          | 34-я армия | -      | -           |
| 01.09.1941 года | Северо-Западный фронт    | 34-я армия | -      | -           |
| 01.10.1941 года | Северо-Западный фронт    | 34-я армия | -      | -           |

## Командиры дивизии
- Урбанович, Виктор Казимирович (25.06.1941 — ??.09.1941), генерал-майор;
- Макарьев, Александр Константинович (??.09.1941 — ??.09.1941), подполковник;
- Иванов, Степан Александрович (24.09.1941 — 11.10.1941), генерал-майор.